# Siemens Mobile
Siemens Mobile è stata una divisione della conglomerata tedesca Siemens AG, specializzata nella produzione di telefoni cellulari. Siemens Mobile, fondata nel 1985, fu ceduta il 31 agosto 2005 alla multinazionale taiwanese BenQ.

## Storia
Nel 1985, Siemens AG entrò nel business della telefonia mobile con il telefono cellulare modello Siemens C1. Nel 1994, Siemens iniziò ad introdurre sul mercato il modello Siemens S1, il suo primo telefono GSM. Tre anni dopo invece il colosso tedesco fu il primo in assoluto a commercializzare un telefono cellulare con schermo a colori, il Siemens S10, oltre al primo modello per utilizzo outdoor, il Siemens S10 Active, con protezione avanzata da urti, polvere e schizzi. Nel 1999, Siemens è ancora pioniera per quanto concerne le innovazioni nel campo della telefonia, difatti immette sul mercato il modello Siemens SL10, il primo telefono cellulare slide.
Nel 2000, Siemens AG rileva la divisione di telefonia mobile della Robert Bosch GmbH, accrescendo ancor di più la propria presenza sul mercato; contestualmente il colosso tedesco decide di convertire la sua divisione dedicata Siemens Mobile in un vero e proprio marchio. Nello stesso anno Siemens Mobile lancia uno dei primi telefoni cellulari con lettore MP3 e supporto per schede di memoria esterne (MMC), il Siemens SL45, e tre anni più tardi produce l'SX1, il suo primo modello con sistema operativo Symbian.
Malgrado le innovazioni e gli investimenti profusi, a partire dal 2004, la quota di mercato di Siemens Mobile diminuisce significativamente, registrando perdite economiche e di consensi; tuttavia, con il 5,5% del mercato mondiale, Siemens Mobile si attesta ancora al quinto posto come produttore di telefoni cellulari.
Il 31 agosto 2005, a pochi mesi dall'insediamento di Klaus Kleinfeld come nuovo CEO di Siemens AG, viene annunciata la vendita di Siemens Mobile alla multinazionale taiwanese BenQ, la quale rinomina la divisione, con sede a Monaco di Baviera, in BenQ Mobile. L'ultimo telefono cellulare prodotto da Siemens Mobile era il modello Siemens SXG75, il primo munito di supporto GPS, mentre tutti i nuovi saranno venduti con i marchi BenQ, BenQ-Siemens e Siemens, alla luce di un accordo quinquennale che prevedeva l'utilizzo esclusivo del brand Siemens da parte di BenQ Mobile. Quest'ultima entra in amministrazione controllata appena un anno dopo, precisamente il 29 settembre 2006, a causa dei mancati finanziamenti da parte della controllante BenQ, con la produzione che viene interrotta il 31 dicembre dello stesso anno, e il 24 febbraio 2007 viene dichiarato fallimento per mancanza di investitori disposti a rilevare l'azienda.

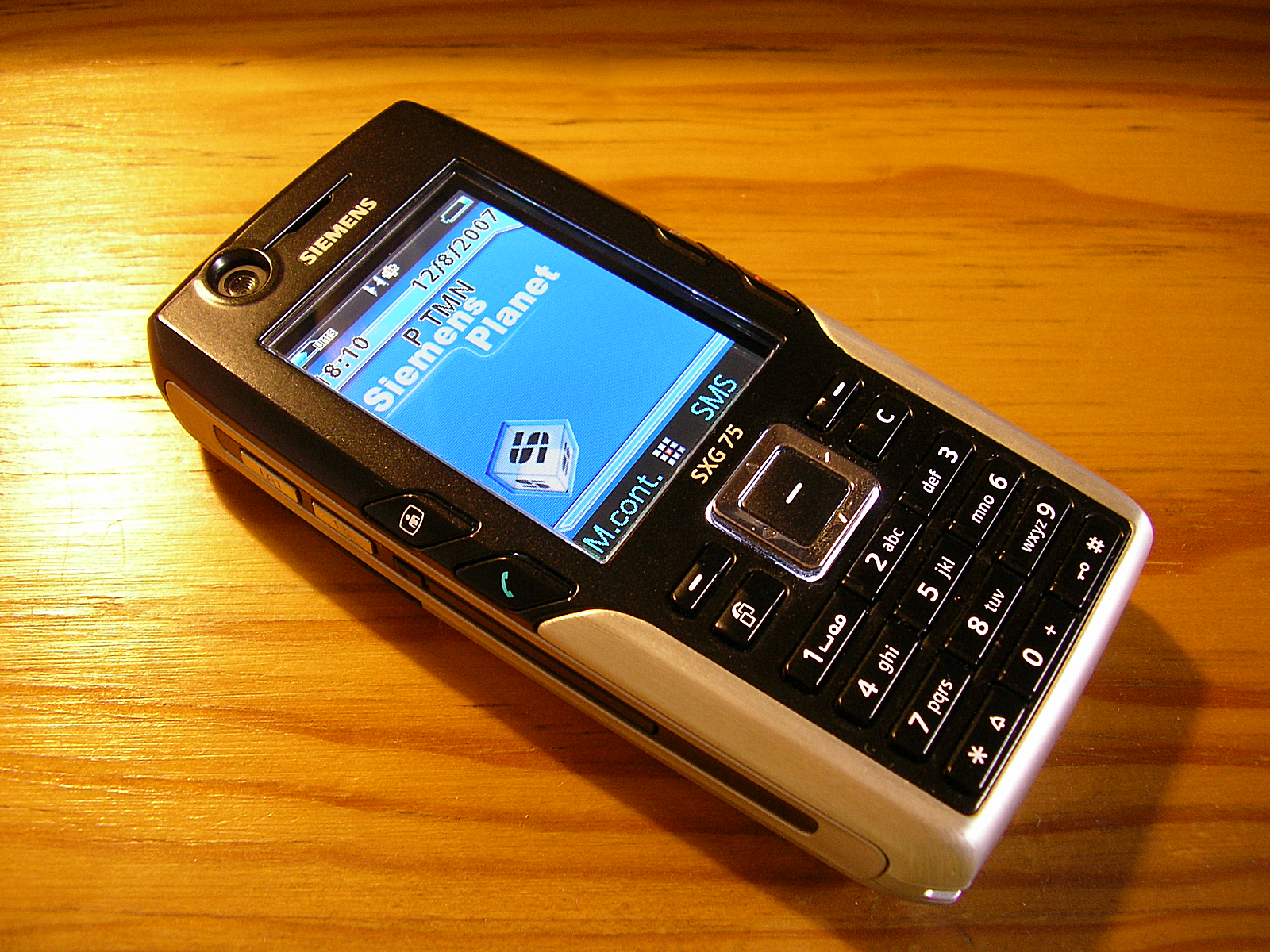
Siemens SXG75, ultimo telefono cellulare prodotto da Siemens Mobile.

## Modelli
- C1
- C25
- C35
- MC60
- S1
- S10
- S10 Active
- SL10
- SL45
- SX1
- SXG75

## Sponsorizzazioni

Siemens Mobile sponsor di maglia della Lazio nella stagione 2000-2001.

Siemens Mobile è stato un brand molto presente nell'ambito della sponsorizzazione sportiva, come nel calcio, diventando main-sponsor di importanti società come la Lazio dal 2000 al 2003, l'Olympiakos dal 2000 al 2005, e il Real Madrid dal 2002 al 2005, oltre ad aver creato partnership con diversi club inglesi tra cui Chelsea e Liverpool.
Anche in altri sport il brand Siemens Mobile è stato presente, come ad esempio in Formula 1 grazie alla partnership col team McLaren tra il 2001 e il 2004 e nel salto con gli sci, quando è stato sponsor del saltatore polacco Adam Małysz.